# Callisphyris rufiventer
Callisphyris rufiventer är en skalbaggsart som först beskrevs av Philippi R. 1859.  Callisphyris rufiventer ingår i släktet Callisphyris och familjen långhorningar. Inga underarter finns listade.